# Schlauditz
Schlauditz ist ein Weiler in der Gemeinde Monstab im Landkreis Altenburger Land in Thüringen.

## Lage

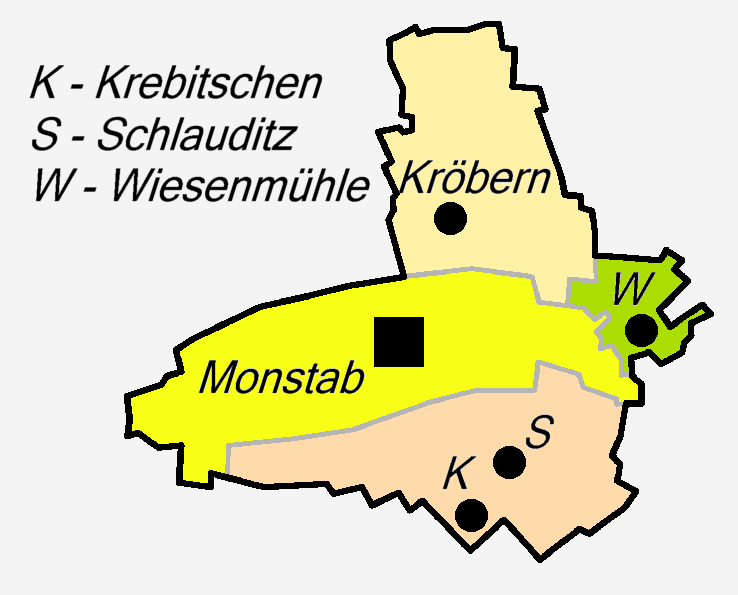
Gemeindegliederung

Der Weiler Schlauditz befindet sich wie die Kerngemeinde westlich von Altenburg im Zeitzer-Altenburger Lösshügelland, einem Ausläufer der Leipziger Tieflandbucht. Die Landesstraße 2173 erschließt den Raum verkehrsmäßig und die Bundesstraße 180 führt östlich vorbei.

## Geschichte
In der Zeit zwischen 1181 und 1214 fand die urkundliche Ersterwähnung des Weilers statt. Burggraf Heinrich IV. von Altenburg übereignete im Jahr 1285 eine Hufe des Orts mit allen Zubehörungen dem Deutschen Orden zu Altenburg. Später gehörte Schlauditz zum wettinischen Amt Altenburg, welches ab dem 16. Jahrhundert aufgrund mehrerer Teilungen im Lauf seines Bestehens unter der Hoheit folgender Ernestinischer Herzogtümer stand: Herzogtum Sachsen (1554 bis 1572), Herzogtum Sachsen-Weimar (1572 bis 1603), Herzogtum Sachsen-Altenburg (1603 bis 1672), Herzogtum Sachsen-Gotha-Altenburg (1672 bis 1826). Bei der Neuordnung der Ernestinischen Herzogtümer im Jahr 1826 kam der Ort wiederum zum Herzogtum Sachsen-Altenburg. Nach der Verwaltungsreform im Herzogtum gehörte Schlauditz bezüglich der Verwaltung zum Ostkreis (bis 1900) bzw. zum Landratsamt Altenburg (ab 1900).
Schlauditz gehörte ab 1918 zum Freistaat Sachsen-Altenburg, der 1920 im Land Thüringen aufging. Seit 1922 lag es im Landkreis Altenburg. 1923 erfolgte die Eingemeindung von Krebitschen. Am 1. Juli 1950 wurde Schlauditz mit Krebitschen nach Monstab eingemeindet. Mit diesem kam Schlauditz im Jahr 1952 zum Kreis Altenburg im Bezirk Leipzig, der 1990 Teil des Freistaats Thüringen wurde und 1994 im Landkreis Altenburger Land aufging. 2012 lebten im Ort 30 Einwohner.